# Амерево (городской округ Коломна)
Амерево — село в городском округе Коломна Московской области. До 2017 года входило в сельское поселение Пестриковское Коломенского района.

## География
Расположено в центральной части района у автодороги М5 «Урал».

## История
По одной из версий название деревни происходит от имени Амеря. Так звали купца, который основал поселение. Дата основания поселения не определена. В сохранившихся источниках впервые упоминается в Коломенской писцовой книге 1577-78 гг. как «сельцо Омирево» в составе Мезынской волости Коломенского уезда. «Омирево» на тот момент числилось «старой вотчиной» Ивана Фёдоровича Мишурина. Покосы сельца располагались на берегу Москвы-реки, где омиревские накашивали 50 копен сена. Первые дома строились на холме, с которого открывается вид на Коломну. В дальнейшем деревня разрасталась в сторону железной дороги Москва-Голутвин.
По данным на 1859 год, Амерево (Амирово) было казённой деревней, относилось к 1-му стану Коломенского уезда. В нём было 72 двора, проживало 235 мужчин, 261 женщина.
По состоянию на 1926 год, село было центром и единственным населённым пунктом Амеревского сельсовета в составе Парфентьевской волости, в нём также располагалась школа I ступени, было 191 крестьянское хозяйство.
Сейчас сельское поселение Амерево насчитывает более 170 домов. На территории расположен магазин (сейчас не работает), библиотека (ныне заколочена) и футбольное поле.
Вдоль населённого пункта проходит автомобильная трасса Урал. На окраине расположены 2 АЗС, отель, стоянки и кафе.
Добраться до населённого пункта можно от Коломны автобусами № 30 и 43, на электричке до пл. «113 километр» и далее пешком или на машине. В этой деревне жила семья Николая Ильича Косыгина, отца Алексея Николаевича Косыгина, будущего сталинского наркома, организовавшего в 1941 году эвакуацию промышленности и населения, спасшего (с помощью «дороги жизни») более 550 тысяч ленинградцев, проработавшему главой правительства СССР 16 лет.

## Население
| 1862 | 1897 | 1926 | 2002 | 2006 | 2010 | 2021 |
| ---- | ---- | ---- | ---- | ---- | ---- | ---- |
| 496  | ↗643 | ↗863 | ↘198 | ↘180 | ↗216 | ↗464 |

## Экономика
Автосервис, мотель, стоянка большегрузных автомобилей у автомагистрали «Урал», АЗС. Библиотека. Автозаправочная станция «ТНК».Продуктовый магазин.